# Timbiriche
Timbiriche foi um grupo musical de pop mexicano conhecido inicialmente como La Banda Timbiriche, que surgiu como um grupo infantil. Timbiriche começou em 1982 e se desintegrou en 1994. Em 1999, os sete integrantes originais decidem se reencontrar com seu público para fazer uma série de shows e lançar um CD duplo ou vivo que incluiu três novas músicas e seus grandes éxitos. Lançou cantores como Thalía, Paulina Rubio, Edith Márquez e Eduardo Capetillo.

## História
O Timbiriche iniciou sua carreira em 1982, sob a produção de Luis de Llano Macedo, como um concorrente ao grupo infantil espanhol Parchís. Os seis integrantes originais: Alix Bauer, Benny Ibarra, Diego Schoening, Mariana Garza, Paulina Rubio y Sasha Sokol faziam parte da Escuela de capacitación de Televisa. O grupo foi apadrinhado pelo cantor espanhol Miguel Bosé e lançou seu primeiro disco, Timbiriche, no mesmo ano. Em 1983, lançam seu segundo LP La Banda Timbiriche e posteriormente La Banda Timbiriche en Concierto.
Em 1984, Erik Rubín se une ao grupo e logo, lançam um novo disco: Disco Ruido. Nesse ano, os sete integrantes protagonizam a peça de teatro "Vaselina", e como consequência lançam o disco Vaselina con Timbiriche. Na obra teatral também participaram Eduardo Capetillo, Thalia e Edith Marquez; na época eles nem imaginavam que mais tarde fariam parte da banda.

### 1985 a 1989: A era de ouro do grupo
Em 1985, lançam o disco Timbiriche Rock Show, em qual a banda se afasta do repertório voltado para o público infantil. É o último disco com a formação original, uma vez que dois integrantes deixam o grupo, a saber: Benny, ainda em 1985, e mudou-se para os Estados Unidos para continuar os estudos e Sasha, em 1986, para começar a sua carreira como solista, no lugar deles, entram Eduardo Capetillo e Thalia Sodi.
Em 1987, acontecem as maiores mudanças, com o disco Timbiriche VII a banda se consolida como grupo juvenil. O disco chegou a vender um milhão de cópias, sendo um dos mais vendidos da história do México. A partir deste disco cada integrante passou a ter uma música solo, e dessa forma conseguiram expressar suas individualidades. Entre os sucessos, destacam-se: "Si No Es Ahora", "Con Todos Menos Conmigo", "Mirame (Cuestión de Tiempo)", e "Besos de Ceniza".
No mesmo ano, Thalia protagoniza sua primeira novela, Quinceañera, o que a tornou extremamente popular. A música tema da novela e que levava o mesmo nome fez sucesso no México atingindo a posição de #2 na parada de sucessos Notitas Musicales. Nessa época, manchetes de revistas e jornais comentavam que a relação que havia entre Thalía e Paulina Rubio era conflituosa, e a imprensa especulava sobre uma possível rivalidade entre as duas, mesmo após a saída de ambas do grupo.
No final de 1987, Mariana sai do grupo para ser atriz de televisão e é substituída por Edith Márquez. Em 1988, a banda lança o disco duplo Timbiriche VIII y IX, que traz os sucessos: "Tu y Yo Somos Uno Mismo", "Amame Hasta con Los Dientes", "Acelerar", "No Sé Si Es Amor" e "Me Estoy Volviendo Loca". No início de 1989, o grupo passa por uma outra mudança de formação, dessa vez com a saída de Alix, que decide deixar o grupo para preparar sua carreira como solista e em seu lugar entra Bibi Gaytán. Em 1990 saem mais dois integrantes, Thalía e Eduardo para seguirem carreira solo, sendo substituídos por Claudio Bermúdez e Patty Tanus, que alguns meses depois foi substituída por Silvia Campos. Com a nova formação, a banda lança em 1990 o disco Timbiriche X.

### Anos 1990: fim do grupo
O primeiro disco da década de 1990 é o Timbiriche X, que traz os sucessos "Me Pongo Mal", "Princesa Tibetana", "Como Te Diré" e "Sacudate", e explora gêneros musicais inéditos no repertório do grupo, tais como: dance music, house e ritmos tropicais. O álbum conseguiu vender mais de 250 mil cópias no México e recebeu um disco de platina. Nos anos 1990, a banda teve outra surpresa com a curta estadia de Patty Tanús que gravou o disco X, mas foi dispensada do grupo logo após o lançamento dele. Foi nessa época que Timbiriche sofreu o maior desfalque de sua história: cinco dos sete integrantes saíram para seguirem carreira solo, sendo eles: Paulina, Erik, Edith, Bibi e Cláudio.
Em 1991, o grupo passou a ser constituído por: Tanya Velasco e Kenya Hijuelos que alguns meses depois foi substituída por Jean Duverger, Alexa Lozano, Lorena Shelley e Daniel Gaytán (irmão de Bibi). O disco Timbiriche 11 ganha um disco de ouro no México. O último disco lançado foi Timbiriche XII mas, apesar de conseguir um disco de ouro, o grupo perdeu seu encanto e acabou em 1994.

### Os reencontros
Em 1998, sem Erik Rubín, os integrantes originais de Timbiriche se reencontram no festival Acapulco 98. Por causa da boa repercussão desse encontro é lançado o disco Timbiriche Sinfónico com sucessos da banda gravadas com uma orquestra, além disso uma turnê percorre todo o México e algumas partes da América Latina. Seis dos sete membros originais (Paulina não participou) voltam a se reunir em 2007 para festejar o 25º aniversario da banda (30 de Abril de 2007), o grupo faz shows e lança CDs ao vivo com performances da turnê.

## Discografia

### Álbuns de estúdio
| Ano  | Álbum                | Certificações | Vendas        |
| ---- | -------------------- | ------------- | ------------- |
| 1982 | Timbiriche           |               |               |
| 1982 | La Banda Timbiriche  |               |               |
| 1983 | En concierto         | - : Ouro      |               |
| 1983 | Disco Ruido          |               |               |
| 1984 | Timbiriche Vaselina  |               |               |
| 1985 | Timbiriche Rock Show | - : Ouro      |               |
| 1987 | Timbiriche VII       |               | - : 1,000,000 |
| 1988 | Timbiriche VIII y IX | - : Platina   | - : 1,000,000 |
| 1990 | Timbiriche X         | - : Platina   | - : 250,000   |
| 1992 | Timbiriche 11        | - : Ouro      |               |
| 1993 | Timbiriche XII       | - : Ouro      |               |

### Álbuns ao vivo
| Ano  | Álbum                      | Certificações                |
| ---- | -------------------------- | ---------------------------- |
| 1999 | Timbiriche: El Concierto   | - : AMPROFON: Ouro           |
| 2007 | Somos... Timbiriche 25     | - : AMPROFON: Ouro           |
| 2008 | Vivo en Vivo Timbiriche 25 | - : AMPROFON: Ouro           |
| 2017 | Timbiriche: Juntos         | - : AMPROFON: Platina + Ouro |

### EPs
| Ano  | Álbum                  |
| ---- | ---------------------- |
| 1984 | Que No Acabe Navidad   |
| 1986 | Quinceañera            |
| 1990 | Morir para Vivir       |
| 1994 | Me Pongo Mal (Remixes) |
| 1994 | Que viva México Mejor  |

### Compilações
| Ano  | Álbum                                     | Certificações                |
| ---- | ----------------------------------------- | ---------------------------- |
| 1984 | Los 15 Éxitos de Timbiriche               |                              |
| 1985 | Timbiriche: 20 Exitos                     |                              |
| 1988 | Timbiriche: Lo Mejor                      |                              |
| 1989 | Los Clásicos de Timbiriche                |                              |
| 1998 | Timbiriche Clásico: Simphonic             |                              |
| 2007 | Su Historia                               |                              |
| 2007 | 25 Años                                   | - : AMPROFON: Ouro           |
| 2007 | Timbiriche 25                             | - : AMPROFON: Platina + Ouro |
| 2008 | Todo el reencuentro                       |                              |
| 2008 | La más completa colección                 |                              |
| 2009 | La Historia: Audio y video de colección   |                              |
| 2011 | 20 Super Temas: La historia de los éxitos |                              |
| 2017 | Timbiriche 35                             |                              |

### Álbuns de vídeo
| Ano  | Álbum                              | Certificações      |
| ---- | ---------------------------------- | ------------------ |
| 1998 | La Trayectoria                     |                    |
| 2004 | Timbiriche Trayectoria Vol. I      | - : AMPROFON: Ouro |
| 2004 | Timbiriche Trayectoria Vol. II     | - : AMPROFON: Ouro |
| 2004 | Flans y Timbiriche: Legado Musical |                    |
| 2004 | El Concierto                       | - : AMPROFON: Ouro |
| 2008 | La Misma Piedra                    |                    |

## Músicas regravadas no Brasil
Vários grupos brasileiros fizeram versões em português de músicas do Timbiriche, entre eles a Turma do Balão Mágico, o Grupo Dominó e o Grupo Polegar que regravou oito músicas do Timbiriche.
| Ano  | Artista                      | Título                   | Título original                | Refs.  |
| ---- | ---------------------------- | ------------------------ | ------------------------------ | ------ |
| 1984 | Turma do Balão Mágico        | "Amigos Do Peito"        | "Somos Amigos"                 | [ 38 ] |
| 1988 | Dominó                       | "Com Todos Menos Comigo" | "Con Todos Menos Conmigo"      | [ 38 ] |
| 1988 | A Nova Turma do Balão Mágico | "Nossa História"         | "Si No Es Ahora (Será Mañana)" | [ 38 ] |
| 1989 | Polegar                      | "Ando Falando Sozinho"   | "Tu Y Yo Somos Uno Mismo"      | [ 38 ] |
| 1989 | Polegar                      | "Dá Para Mim"            | "Amame Hasta Con Los Dientes"  | [ 38 ] |
| 1989 | Polegar                      | "Sou Como Sou"           | "Soy Como Soy"                 | [ 38 ] |
| 1990 | Polegar                      | "Ela Não Liga"           | "Soy Un Desastre"              | [ 38 ] |
| 1990 | Polegar                      | "Estou Ficando Louco"    | "Me Estoy Volviendo Loca"      | [ 38 ] |
| 1990 | Polegar                      | "Fogo do Amor"           | "Corro, Vuelo, Me Acelero"     | [ 38 ] |
| 1991 | Polegar                      | "Qualquer Hora"          | "Si No Es Ahora (Será Mañana)" | [ 38 ] |
| 1991 | Polegar                      | "Prisioneiro"            | "Princesa Tibetana"            | [ 38 ] |